# Raquel Rodriguez
Victoria González (La Feria, 12 de janeiro de 1991) é uma lutadora profissional americana mais conhecida pelo nome de ringue Raquel González. Ela trabalha atualmente para a WWE, onde atua na marca Raw sob o nome de ringue Raquel Rodriguez e é parte do grupo The Judgment Day. Ela foi seis vezes campeã de duplas femininas da WWE, sendo a recordista em reinados. Ela também foi uma vez campeã feminina do NXT e duas vezes campeã de duplas femininas do NXT, sendo a primeira a conquistar esse título.
González é uma lutadora profissional de segunda geração, seguindo os passos de seu pai Rick González, e começou sua carreira em junho de 2016 no circuito independente. Ela assinou com a WWE em outubro de 2016, atuando com seu nome real, e estreou na marca de desenvolvimento da empresa, o NXT, no início de 2017. Seu nome de ringue foi alterado para Reina González ainda naquele ano, antes de mudar novamente para Raquel González no início de 2020. No início de 2021, ela e Dakota Kai venceram o inaugural Dusty Rhodes Tag Team Classic Feminino, tornando-se as campeãs inaugurais do Campeonato de Duplas Femininas do NXT, um título que conquistaram novamente no início de 2022, empatando o recorde. Ela se transferiu para o plantel principal da marca SmackDown em abril de 2022, com seu nome de ringue alterado para Raquel Rodriguez, e depois se transferiu para o Raw no ano seguinte. No plantel principal, ela venceu o Campeonato de Duplas Femininas uma vez com Aliyah, quatro vezes com Liv Morgan e uma vez com Roxanne Perez.

## Início de vida
Victoria González nasceu em 12 de janeiro de 1991, em La Feria, Texas, Estados Unidos. Ela é de descendência mexicana. Sendo fã de luta livre profissional desde pequena, ela citou Madusa e Lita como suas inspirações, assim como seu pai Rick, que também foi lutador. Durante o ensino médio e a faculdade, González foi jogadora de basquete, competindo pela equipe de basquete da Texas A&M–Kingsville Javelinas. Em 2013, ela se transferiu para a Sam Houston State University, onde continuou sua carreira no basquete universitário, e obteve seu diploma de bacharel em Comunicação de Massa.

## Carreira na luta livre profissional

### Circuito independente (2016)
Victoria González fez sua estreia na luta livre profissional em 3 de junho de 2016, em um evento realizado pela River City Wrestling, fazendo dupla com Claudia del Solis em uma luta onde perderam para Baby D e Delilah Doom.

### WWE

#### Primeiras aparições (2016–2018)
Em 25 de outubro de 2016, foi relatado que González havia assinado com a WWE e havia sido reportada ao WWE Performance Center. Ela fez sua estréia no ringue em 20 de janeiro de 2017, sob seu nome de nascimento em um evento ao vivo do NXT, onde não conseguiu vencer uma batalha real de 12 mulheres. No episódio de 3 de maio do NXT, González fez sua primeira aparição na televisão em um combate perdido, onde foi eliminada durante uma batalha real para determinar o desafiante número 1 para o Campeonato Feminino do NXT. Sob o nome de Reina González, ela competiu no torneio inaugural Mae Young Classic, onde foi eliminada durante a primeira rodada por Nicole Savoy, que foi ao ar em 28 de agosto. González competiria novamente no torneio em 2018, onde mais uma vez foi eliminada na primeira rodada por Kacy Catanzaro.

#### Aliança com Dakota Kai (2020–2021)
Em 16 de fevereiro de 2020, no NXT TakeOver: Portland, sob o nome de ringue Raquel González, ela interferiu em uma luta street fight entre Dakota Kai e Tegan Nox, jogando Nox através de uma mesa, permitindo que Kai vencesse a luta, estabelecendo-se como uma vilã no processo. González então se tornou a guarda-costas de Kai, ajudando-a a vencer suas lutas. González teve sua primeira luta em um pay-per-view em 7 de junho, no TakeOver: In Your House, onde ela, Kai e Candice LeRae perderam para Mia Yim, Nox e Shotzi Blackheart em uma luta de trios. Depois disso, González fez uma curta pausa, mas retornou no episódio de 19 de agosto do NXT, ajudando Kai a atacar a campeã feminina do NXT, Io Shirai. No NXT TakeOver XXX, três dias depois, após Kai perder para Shirai, Rhea Ripley confrontou González, iniciando uma rivalidade entre as duas. González perdeu para Ripley em 28 de outubro no Halloween Havoc. Kai e González se aliaram com LeRae e Toni Storm em novembro, resultando em uma luta WarGames contra Blackheart, Ember Moon, Shirai e Ripley em 6 de dezembro no NXT TakeOver: WarGames, que González venceu ao fazer o pinfall em Shirai. No New Year's Evil, em 6 de janeiro de 2021, ela derrotou Ripley em uma luta Last Woman Standing, encerrando sua rivalidade.
Kai e González participaram do inaugural Dusty Rhodes Tag Team Classic Feminino, derrotando Aliyah e Jessi Kamea na primeira rodada, Kacy Catanzaro e Kayden Carter nas semifinais, e Moon e Blackheart no Vengeance Day em 14 de fevereiro para vencer o torneio. Como resultado de sua vitória, elas receberam uma luta pelo Campeonato de Duplas Femininas da WWE contra as campeãs Nia Jax e Shayna Baszler em 3 de março; a luta terminou em controvérsia, com Jax e Baszler retendo os títulos depois que Baszler fez Kai desitir, mesmo ela não tendo legalmente feito o tag. Como resultado, González e Kai foram coroadas as campeãs inaugurais do Campeonato de Duplas Femininas do NXT na semana seguinte, o primeiro título da carreira de González; no entanto, elas perderam os títulos 56 minutos depois para Blackheart e Moon na primeira defesa de título delas.

#### Campeã Feminina do NXT (2021–2022)
Em 7 de abril de 2021, na primeira noite do NXT TakeOver: Stand & Deliver, González derrotou Shirai e se tornou a nova campeã feminina do NXT. No episódio de 11 de maio do NXT, ela fez sua primeira defesa bem-sucedida de título contra Mercedes Martinez. Em 13 de junho, no NXT TakeOver: In Your House, González reteve o título contra Ember Moon. No episódio de 27 de julho do NXT, González foi atacada por Kai, virando face pela primeira vez em sua carreira e encerrando sua aliança com ela. Isso levou a uma luta pelo título entre as duas no NXT TakeOver 36, em 22 de agosto, onde González reteve o título e foi confrontada por Kay Lee Ray.
No episódio de 28 de setembro do NXT, após reter o título contra Franky Monet, González foi atacada pelo Toxic Attraction (Mandy Rose, Gigi Dolin e Jacy Jayne). Na semana seguinte, uma luta Spin the Wheel, Make the Deal entre González e Rose pelo título foi marcada para o Halloween Havoc em 26 de outubro, onde ela perdeu o Campeonato Feminino do NXT para Rose em uma Trick or Street Fight devido à interferência de Kai, encerrando seu reinado em 202 dias. Em 5 de dezembro, no WarGames, González, Cora Jade, Io Shirai e Kay Lee Ray derrotaram Kai e Toxic Attraction em uma luta WarGames. No New Year's Evil em 4 de janeiro de 2022, González não conseguiu recuperar o título em uma luta triple threat, que também envolvia Jade, e Rose fez o pinfall em Jade para reter o título. González e Jade então participaram do Dusty Rhodes Tag Team Classic Feminino, derrotando Valentina Feroz & Yulisa Leon na primeira rodada, mas perderam para Kai e Wendy Choo nas semifinais em 8 de março, no Roadblock.
No episódio de 29 de março do NXT, após o Toxic Attraction atacar Choo, Dakota Kai atacou o grupo e foi ajudada por González, que havia retornado, e Kai a abraçou logo depois. Foi então anunciado que Kai e González enfrentariam Gigi Dolin e Jacy Jayne, membros do Toxic Attraction, pelo Campeonato de Duplas Femininas do NXT durante o pré-show do NXT Stand & Deliver em 2 de abril, onde elas foram bem-sucedidas em conquistar o título. A primeira defesa de título delas estava marcada para o episódio seguinte do NXT, onde elas perderam os títulos de volta para o Toxic Attraction devido à interferência de Mandy Rose. Esta foi a última aparição de González no NXT.

#### Campeã de Duplas Femininas da WWE (2022–2023)
No episódio de 8 de abril do SmackDown, González fez sua estreia no plantel principal em um segmento nos bastidores, agora com o novo nome de ringue Raquel Rodriguez. No episódio de 29 de abril do SmackDown, ela fez sua estreia no ringue pela marca, derrotando a competidora local Cat Cardoza. No episódio de 13 de maio do SmackDown, Rodriguez respondeu ao desafio aberto de Ronda Rousey pelo Campeonato Feminino do SmackDown, mas perdeu. No episódio de 17 de junho do SmackDown, Rodriguez derrotou Shayna Baszler para se qualificar para a luta Money in the Bank em 2 de julho, que foi vencida por Liv Morgan. No episódio de 5 de agosto do SmackDown, Rodriguez participou de uma luta gauntlet para determinar a desafiante número 1 ao Campeonato Feminino do SmackDown de Morgan, mas foi a última mulher eliminada por Baszler. Na semana seguinte, ela e Aliyah participaram do Torneio pelo Campeonato de Duplas Femininas da WWE, derrotando Shotzi e Xia Li na primeira rodada, e Natalya e Sonya Deville nas semifinais. No episódio de 29 de agosto do Raw, Rodriguez e Aliyah derrotaram Damage CTRL (Dakota Kai e Iyo Sky) na final para conquistar os títulos de duplas, fazendo de Rodriguez a primeira mulher a conquistar tanto o Campeonato de Duplas Femininas do NXT quanto o Campeonato de Duplas Femininas da WWE. No episódio de 12 de setembro do Raw, elas perderam o títulos para Kai e Sky, encerrando seu reinado em 14 dias. Após Shotzi salvá-la de um ataque do Damage CTRL, elas desafiaram Kai e Sky pelos títulos no episódio de 21 de outubro do SmackDown, mas foram derrotadas depois que Bayley distraiu Shotzi. No episódio de 11 de novembro do SmackDown, ela competiu em uma luta six-pack challenge para determinar a desafiante número 1 ao Campeonato Feminino do SmackDown de Rousey, que foi vencida por Shotzi. No episódio de 23 de dezembro do SmackDown, Rodriguez venceu uma luta gauntlet para se tornar a desafiante número 1 ao Campeonato Feminino do SmackDown de Rousey. Na semana seguinte, no SmackDown, Rodriguez falhou em conquistar o título após a interferência de Shayna Baszler.
Rodriguez entrou em sua primeira luta Royal Rumble no evento titular em 28 de janeiro de 2023, e eliminou Nia Jax, Lacey Evans e Piper Niven antes de ser eliminada pela eventual vencedora Rhea Ripley. Na Noite 2 da WrestleMania 39, Rodriguez fez equipe com Liv Morgan para participar da luta fatal four-way de duplas no Women's WrestleMania Showcase, que foi vencida por Ronda Rousey e Shayna Baszler. No episódio de 3 de abril do Raw, Rodriguez fez equipe com Morgan para derrotar Dakota Kai e Iyo Sky do Damage CTRL, se tornando novas desafiantes número 1 pelo Campeonato de Duplas Femininas da WWE, com a luta pelo título marcada para a semana seguinte contra as campeãs reinantes Lita e Becky Lynch. No entanto, Lita foi atacada nos bastidores por um agressor desconhecido e foi substituída por Trish Stratus. Rodriguez e Morgan seguiram para vencer e se tornaram as novas campeãs.
Como parte do WWE Draft de 2023, Rodriguez foi draftada para a marca Raw. No episódio de 19 de maio do SmackDown, Rodriguez e Morgan desistiram do Campeonato de Duplas Femininas da WWE devido a uma lesão de Morgan, encerrando seu primeiro reinado após 39 dias. No episódio de 29 de maio do Raw, Rodriguez e sua nova parceira de dupla, Shotzi, falharam em conquistar os títulos vagos. No episódio de 19 de junho do Raw, Rodriguez perdeu a luta qualificatória para a luta Money in the Bank de escadas feminina para Trish Stratus por desqualificação, quando Becky Lynch atacou Stratus no meio da luta. No episódio de 23 de junho do SmackDown, após as campeãs reinantes do Campeonato de Duplas Femininas da WWE, Ronda Rousey e Shayna Baszler, derrotarem as campeãs do Campeonato de Duplas Femininas do NXT Alba Fyre e Isla Dawn em uma luta de unificação, Rodriguez e Liv Morgan, que fez o seu retorno, desafiaram Rousey e Baszler pelos títulos de duplas no Money in the Bank. No evento, Rodriguez e Morgan recuperaram os títulos após Baszler se voltar contra Rousey. No episódio de 17 de julho do Raw, Rodriguez e Morgan estavam programadas para defender seus títulos contra Sonya Deville e Chelsea Green, mas Rhea Ripley atacou Rodriguez e Morgan antes da luta, fazendo com que Rodriguez sofresse uma lesão no joelho esquerdo. Mais tarde naquela noite, Rodriguez e Morgan perderam os títulos para Deville e Green, encerrando seu segundo reinado após 16 dias. Após seu retorno no episódio de 21 de agosto do Raw, Rodriguez desafiou Ripley várias vezes pelo Campeonato Mundial Feminino, mas não conseguiu conquistar o título.

#### The Judgment Day (2024–presente)
Em 1º de janeiro de 2024, Raquel revelou que foi diagnosticada com síndrome de ativação de mastócitos, o que resultou em sua ausência nos shows da WWE. Após uma pausa de dois meses, Raquel retornou no episódio de 19 de fevereiro do Raw e venceu uma Last Chance Battle Royal para conquistar a sexta e última vaga na luta feminina do Elimination Chamber no Elimination Chamber: Perth. No entanto, ela não teve sucesso no evento, sendo eliminada por Bianca Belair. Em 18 de março, ela entrou em outra pausa após a síndrome de ativação de mastócitos ter se intensificado durante o Elimination Chamber: Perth.
Após uma pausa de sete meses, Rodriguez retornou no evento Bad Blood e atacou Rhea Ripley, ajudando Liv Morgan a reter o Campeonato Mundial Feminino, enquanto se tornava a mais nova membro do The Judgment Day, virando vilã pela primeira vez desde 2021 e pela primeira vez no plantel principal. No episódio de 11 de novembro do Raw, Rodriguez e Morgan não conseguiram conquistar o Campeonato de Duplas Femininas da WWE de Bianca Belair e Jade Cargill. No Survivor Series WarGames, em 30 de novembro, Rodriguez, Morgan, Nia Jax, Tiffany Stratton e Candice LeRae perderam para Ripley, Belair, Bayley, Iyo Sky e Naomi em uma luta WarGames.
Em 1º de fevereiro de 2025, Rodriguez entrou no Royal Rumble feminino na posição #26, ajudando Morgan. No entanto, ela foi eliminada por Jax. No episódio de 17 de fevereiro do Raw, Rodriguez enfrentou Roxanne Perez para tentar se qualificar para a luta feminina do Elimination Chamber no Elimination Chamber: Toronto, mas perdeu devido à interferência de Belair e Naomi. No episódio de 24 de fevereiro do Raw, Rodriguez e Morgan derrotaram Belair e Naomi para conquistar o Campeonato de Duplas da WWE pela terceira vez, estabelecendo um recorde, após a interferência de "Dirty" Dominik Mysterio.

## Estilo de luta profissional
Durante seu tempo no NXT, González utilizou um powerbomb de um braço como movimento finalizador, chamado Chingona Bomb. A palavra "Chingona", embora usada em alguns contextos para significar "poderosa", tem uma conotação vulgar em espanhol, derivada do termo "xingar", que é considerado um palavrão. Por essa razão, o movimento foi renomeado para Tejana Bomb quando ela foi transferida para o plantel principal, a fim de evitar qualquer associação negativa.

## Vida pessoal
Ela namorou anteriormente o ex-lutador da WWE Braun Strowman. Em 1º de janeiro de 2024, González revelou que foi diagnosticada com síndrome de ativação de mastócitos.

## Títulos e prêmios
- New York Post

Rodriguez é seis vezes campeã de duplas femininas da WWE.

  - Facção do Ano (2024) como parte do The Judgment Day[87]
- Pro Wrestling Illustrated
  - PWI a colocou na #10ª posição das 150 melhores lutadoras individuais no PWI Women's 150 em 2021[88]
  - PWI a colocou na #24ª posição das 100 melhores duplas no PWI Tag Team 100 em 2023 – com Liv Morgan[89]
- WWE
  - Campeonato de Duplas Femininas da WWE (6 vezes) – com Aliyah (1), Liv Morgan (4) e Roxanne Perez (1)
  - Campeonato Feminino do NXT (1 vez)[90]
  - Campeonato de Duplas Femininas do NXT (2 vezes, inaugural) – com Dakota Kai[91]
  - Torneio do Campeonato de Duplas Femininas da WWE (2022) – com Aliyah[92]
  - Dusty Rhodes Tag Team Classic Feminino (2021) – com Dakota Kai[93]
- Outros títulos
  - National Don't H8 Ringmaster (2021)[94]